# 정직한 후보
 《정직한 후보》는 장유정 감독의 2020년 대한민국의 코미디 영화이자, 세 번째 장편 연출작이다. 2014년 브라질에서 개봉한 동명의 영화이자 박스오피스 1위를 기록하였던 《O Candidato Honesto》의 리메이크작이다. 거짓말을 일삼는 3선 국회의원 주상숙이 선거를 앞둔 어느 날 하루 아침에 거짓말을 못하게 되면서 벌어지는 이야기를 다루고 있다.

## 줄거리
현탄시 3선 국회의원 주상숙은 입만 열었다 하면 가식과 거짓말이 일상이다. 겉으로는 '국민 사이다'라는 별명을 가진, 서민을 위하는 살갑고 검소한 국회의원을 표방하지만 모두 거짓말이며 실제로는 호화로운 주택에 몰래 살며 당대표, 그리고 경쟁 후보인 남용성과 뒷거래를 한다.
주상숙의 가장 큰 거짓말은 멀쩡히 살아있는 할머니 김옥희를 죽었다고 하고는 옥희재단을 설립하여 선거 도구로 사용한 것이었다. 선거를 2주 앞둔 어느 날, 상숙과 보좌관 희철은 병세가 위중하다는 옥희의 연락을 받고 산속에 숨겨진 할머니의 집에 찾아가지만, 사실 이런 생활을 견디지 못한 옥희가 꾀병을 부린 것이었다. 상숙은 짜증만 내고 돌아가다 큰 비를 만나고, 사당에서 비를 피하다가 돌탑을 보고 선거에서 이기게 해달라고 기도한다. 같은 시각 옥희는 방안에서 정화수를 떠놓고 상숙이 더 이상 거짓말하지 않게 해달라고 기도한다. 그러자 돌탑에 번개가 내리친다.
다음날 아침, 상숙은 자신이 거짓말을 전혀 못하게 되었다는 것을 깨닫는다. 그 때문에 생방송과 선거 운동 중에 가식적인 속마음을 그대로 말해버리게 되어 큰 골칫거리가 된다. 지지율이 떨어지자 희철은 선거 전략가 이운학을 고용하고, 이운학은 상숙의 솔직함을 역이용해서 거짓 없는 '정직한 후보'로 내세운다. 그러자 상숙은 다시 유권자들의 호감을 살 수 있게 된다. 남용성이 미국에서 유학중인 아들 은호의 군복무를 걸고 넘어지자 상숙은 은호를 귀국시켜 군입대를 하게 함으로써 해결한다. 은호가 친아들이 아니라는 것이 주장되자 이 또한 인정한다.
한편 상숙의 비리를 쫓던 김준영 기자가 옥희재단의 입학 비리를 밝혀내어 공표한다. 이는 상숙에게 치명타를 안겼고 이운학은 수습할 수 없다고 여겨 떠나서 남용성 쪽으로 간다. 당 대표 또한 재단 문제에 얽히는 것을 막으려고 상숙과 갈라선다. 그런데 옥희는 결국 병세가 악화되어 사망하고, 상숙의 저주 또한 풀린다. 옥희는 끝까지 자신의 신분을 말하지 않았고 상숙은 자신의 죄를 뉘우치고 후보 사퇴를 결심한다. 그러나 당대표가 옥희재단을 이용해 대학생들의 등록금을 착취해 왔다는 것이 알려지자 상숙은 사퇴와 동시에 이를 당 대표를 폭로할 결심을 한다. 희철이 파파라치 기자와 거래를 해서 자신과 당대표, 남용성의 커넥션이 녹화된 USB를 얻어내고, 이를 넘겨받은 상숙이 당대표와 이운학 등의 방해를 뿌리치고 김준영 기자에게 이를 넘긴다. 다음날 상숙은 사퇴를 발표하려는데, 갑자기 기자들의 질문 공세가 들이닥친다. 파파라치 기자가 주상숙의 JOO와 동물원의 ZOO를 헷갈리는 바람에, 다른 정치인들의 추태와 각종 범죄 사실들이 기록된 자료들이 뿌려진 것이다.
상숙의 폭로와 사퇴로 인해 선거는 제3의 후보가 당선되고, 상숙은 자수하여 징역을 살게 된다. 2년 뒤 서울시장 선거에 나선 상숙은 '국민 수류탄'이란 별명으로 더욱 솔직한 정치인이 된다. 이를 못 견딘 남편과 아들 은호가 상숙을 예전처럼 돌려달라고 기도하자, 번개가 친다.

## 등장 인물

### 주연
- 라미란 : 주상숙 역 - 본작의 여주인공. 거짓말을 일삼던 3선 국회의원
- 김무열 : 박희철 역 - 본작의 남주인공. 주상숙의 보좌관
- 나문희 : 김옥희 역 - 본작의 서브 여주인공. 주상숙의 유일한 핏줄
- 윤경호 : 봉만식 역 - 본작의 서브 남주인공. 주상숙의 남편

### 조연
- 송영창 : 이운학 역 - 정치 전략가
- 온주완 : 김준영 역 - HBS 소속 기자
- 조한철 : 남용성 역 - 무소속 후보
- 손종학 : 김상표 역 - 대한당 대표
- 조수향 : 신지선 역 - 국민미래당 후보
- 윤세아 : 차윤경 역 - HBS 소속 PD
- 김용림 : 시어머니 역
- 장동주 : 봉은호 역 - 주상숙의 아들
- 안세호 : 이정민 역
- 김나윤 : 윤미경 역
- 고규필 : 황 기자 역

### 단역
- 박성준 : 다먹짜 역 (유튜버)
- 임영우 : 기자 역
- 이도엽 : 토론 진행자 역
- 양나영 : 최나영 인턴 역
- 주민찬 : 남용성 보좌관 역
- 김봉만 : 김상표 비서관 역
- 에이미 : 앤 역
- 우미화 : 슬기 엄마 역
- 이동희 : 오 장로 역
- 전진오 : 신경정신과 의사 역
- 강숙 : 한방병원 강 원장 역
- 박정표 : 형 무당 역
- 김원영 : 아우 무당 역
- 이애린 : 서점 팬 역
- 박예슬 : 병원 리포터 역
- 홍승균 : HBS 기자 역
- 안진영 : 서점 기자 1 역
- 한동호 : 서점 기자 2 역
- 조윤지 : 서점 기자 3 역
- 안재현 : 서점 기자 4 / 여의도 JOO 취재기자 1 역
- 신지우 : 여의도 JOO 취재기자 2 역
- 정용실 : 선거홍보영상 나레이션 / 앵커 1 역
- 김희수 : 앵커 2 역
- 박재범 : 앵커 3 역
- 정소용 : 앵커 4 역
- 강충훈 : 앵커 5 역
- 김현진 : 앵커 6 역
- 이동원 : 앵커 7 역
- 이하늘 : 앵커 8 역
- 이대겸 : 앵커 9 역
- 정경현 : 앵커 10 역
- 김광태 : 원정출산 뉴스 앵커 역
- 김호준 : 요정 남직원 역
- 양찬주 : 요정 기타리스트 역
- 손성찬 : 주공아파트 경비 역
- 김비비 : 주공아파트 새댁 1 역
- 김하나 : 주공아파트 새댁 2 역
- 이은율 : 주공아파트 새댁 1 아이 역
- 신현아 : 주공아파트 복도 아줌마 역
- 박시윤 : 김상표 수행비서 역
- 유성재 : 남용성 수행비서 역
- 홍의정 : 이운학 기사 역
- 옥주리 : 정류장 아줌마 1 역
- 황연희 : 정류장 아줌마 2 역
- 정일화 : 머니건 거리 아줌마 1 역
- 박소윤 : 머니건 거리 아줌마 2 역
- 김혜주 : 노래교실 지지자 1 역
- 성현미 : 노래교실 지지자 2 역
- 노덕이 : 김옥희 절친할매 1 역
- 이옥봉 : 김옥희 절친할매 2 역
- 이덕건 : 안동김씨 종친회 회장 역
- 강종성 : 전주이씨 종친회 회장 역
- 장건범 : 원주원씨 종친회 회장 역
- 남정현 : 주상숙 선거유세 운동원 역
- 김양희 : 주상숙 선거유세 운동원 역
- 김은지 : 주상숙 선거유세 운동원 역
- 박소연 : 주상숙 선거유세 운동원 역
- 이덕재 : 주상숙 선거유세 운동원 역
- 김가윤 : 주상숙 선거유세 운동원 역
- 김영우 : 주상숙 선거유세 운동원 역
- 노을 : 주상숙 선거유세 운동원 역
- 박정윤 : 주상숙 선거유세 운동원 역
- 신나리 : 주상숙 선거유세 운동원 역
- 이윤성 : 주상숙 선거유세 운동원 역
- 이제용 : 주상숙 선거유세 운동원 역
- 한유리 : 주상숙 선거유세 운동원 역
- 김규리 : 주상숙 선거유세 운동원 역
- 김민영 : 주상숙 선거유세 운동원 역
- 김민종 : 주상숙 선거유세 운동원 역
- 김보라 : 주상숙 선거유세 운동원 역
- 김재훈 : 주상숙 선거유세 운동원 역
- 나인석 : 주상숙 선거유세 운동원 역
- 박승민 : 주상숙 선거유세 운동원 역
- 박주홍 : 주상숙 선거유세 운동원 역
- 방성혜 : 주상숙 선거유세 운동원 역
- 신창욱 : 주상숙 선거유세 운동원 역
- 안현석 : 주상숙 선거유세 운동원 역
- 양예원 : 주상숙 선거유세 운동원 역
- 이건민 : 주상숙 선거유세 운동원 역
- 이재혁 : 주상숙 선거유세 운동원 역
- 이정구 : 주상숙 선거유세 운동원 역
- 이지은 : 주상숙 선거유세 운동원 역
- 전하린 : 주상숙 선거유세 운동원 역
- 정열 : 주상숙 선거유세 운동원 역
- 한준용 : 주상숙 선거유세 운동원 역
- 이현송 : 선거유세 밴드 역
- 김형균 : 선거유세 밴드 역
- 허철주 : 선거유세 밴드 역
- 송하균 : 선거유세 밴드 역
- 류승무 : 심폐소생 의사 역
- 조주한 : 미용실 디자이너 역
- 문규민 : 미용실 바텐더 역
- 안흥성 : 택시기사 역
- 박지현 : 서점 아이들 역
- 이서율 : 서점 아이들 역
- 황인준 : 서점 아이들 역
- 신은영 : 서점 아이들 역
- 최민서 : 서점 아이들 역
- 김동욱 : 서점 아이들 역
- 김근영 : 수녀 역
- 강수호 : 스님 역
- 김한상 : 엘리베이터 몰카남 역
- 장현정 : 엘리베이터 치마녀 역
- 유현정 : 도박판 마담 역
- 이성훈 : 서울시장후보 1 역
- 최기상 : 서울시장후보 2 역
- 이종철 : 참치집 사장 역
- 김남욱 : 차량 정비사 역
- 윤서정 : 주상숙 캠프 응대원 역
- 안진현 : 정류장 여중생 1 역
- 박윤영 : 정류장 여중생 2 역
- 김동휘 : 사진 속 최슬기 역
- 이서율 : 사진 속 어린 봉은호 역
- 이규현 : 사진 속 대학 총장 역
- 류인아 : 사진 속 40대 김옥희 역
- 김주아 : 사진 속 4살 주상숙 역
- 김정문 : 사진 속 태원생명 회장 역
- 김민지 : 남용성 유세차량 목소리 역

### 우정 출연
- 오만석 : 장덕준 역 - '뉴스의 숲' DJ

## 제작 과정
영화의 원작은 동명의 2014년작 브라질 영화 《정직한 후보》(브라질 포르투갈어: O Candidato Honesto 우 칸지다투 오네스투)이다. 파울루 쿠르지누(Paulo Cursino)의 각본을 바탕으로 제작되어, '거짓말'이라는 소재를 코믹하게 활용하면서도 당시 브라질의 현실을 비판함으로써 흥행한 작품이다. 브라질 《정직한 후보》의 한국 리메이크는 2016년 세계 유수의 영화 제작사·배급사들이 참여한 글로벌게이트 컨소시엄에서 발표되어 높은 관심을 받았다.

## 홍보
《정직한 후보》 1차 예고편 - 유튜브
2019년 12월 20일 1차 예고편이 공개되었다.

## 수상
- 제41회 청룡영화상 수상 여우주연상(라미란)

## 참고 사항
- 라미란과 윤경호는 2019년에 개봉한 영화 《내 안의 그놈》 이후로 2년만에 재회하는 작품이다.
- 김무열과 손종학은 2015년에 방송된 OCN 토일 드라마 《아름다운 나의 신부》 이후로 5년만에 재회하는 작품이다.
- 김무열과 윤세아는 2009년 ~ 2010년에 방송된 SBS 일일 드라마 《아내가 돌아왔다》 이후로 12년만에 재회하는 작품이다.
- 라미란과 윤세아는 tvN 토일 드라마 《날 녹여주오》 이후로 2년만에 재회하는 작품이다.

## 같이 보기
- 정직한 후보 2
- 정직한 후보 시리즈
- 2020년 대한민국의 영화 목록